# Aéroport de Béjaïa - Soummam - Abane Ramdane
Pour les articles homonymes, voir Soummam (homonymie) et Béjaïa (homonymie).
L'aéroport de Béjaïa - Soummam - Abane Ramdane (code IATA : BJA • code OACI : DAAE) est un aéroport international algérien, situé à 5 km au sud de Béjaïa.

## Présentation
L'aéroport de Béjaïa est un aéroport civil international desservant la ville de Béjaïa et sa région (wilayas de Béjaïa, Jijel et Tizi-Ouzou).
L'aéroport est géré par l'EGSA d'Alger.

## Situation

### Carte des aéroports de l'Algérie
'
| \| 100 km1:14 790 000 \| Adrar Alger Annaba Batna Béjaïa Biskra Boufarik Chlef Constantine Ghardaïa Hassi Messaoud In Amenas Jijel Oran Sétif Tamanrasset Tébessa Tlemcen Béchar Bordj Mokhtar Djanet El Bayadh El Goléa El Oued Illizi In Salah Ghriss Ouargla Tiaret Timimoun Tindouf Touggourt |
| 100 km1:14 790 000 |

Carte statique des aéroports d'Algérie.Carte dynamique des aéroports d'Algérie.

## Histoire
L'aéroport de Bougie a été ouvert à la circulation aérienne en 1958. À l’époque, l’aérogare n'était exploitée que par deux compagnies aériennes, la Société générale d’affrètement (SGA) et la société africaine de construction aéronautique Afric-Air qui exploitaient des avions légers d’une capacité de 6 à 7 passagers. L'aéroport de Bougie desservait trois lignes : Alger, Jijel et Skikda, avec une fréquence de deux à trois rotations quotidiennes.
C'est en 1960 que fut construit en bordure du golfe, soit à quelques kilomètres de la ville, un aérodrome de classe C baptisé Béjaïa-Soummam du nom du fleuve Soummam qui se jette dans la Méditerranée à Béjaïa. La plate-forme aéroportuaire était bordée côté Est par la mer et côté Ouest par la RN9, celle qui relie Jijel à Béjaïa et le côté Nord par la Soummam. Les travaux de réalisation de l’aéroport de Béjaïa-Soumman classé C se sont arrêtés en 1962 et l'aéroport a été doté d’une aérogare passagers, d’une piste principale de 1 700 m de longueur et de  40 m de largeur, d’une aire de stationnement, d’un parking d'une tour de contrôle et de plusieurs hangars et bâtiments administratifs.
Cependant l’aéroport a été fermé à la circulation aérienne en 1972 par décision gouvernementale pour être rouvert quelques années plus tard, en 1982. L’aéroport de Béjaïa a aussi subi plusieurs travaux de réaménagement durant les années 1990, notamment pour répondre au trafic qui ne cesse de croître dans la région.
C'est en 1993 que l'aéroport a reçu ses premiers vols internationaux, et depuis 1999 l'aéroport est dénommé : "Aéroport international de Béjaïa Soummam Abane Ramdane", en hommage au chef nationaliste: Abane Ramdane qui joua un rôle essentiel durant la Guerre d'Algérie. L’aéroport de Béjaïa a retrouvé un nouveau visage grâce à un réaménagement qui a porté sur la réalisation d’une nouvelle zone d’accueil de sortie qui sépare la zone arrivée de la zone départ.L'extension des extrémités de la piste et de tout le POR (prolongement occasionnellement roulable) a été également réalisée.
La piste actuelle s’étend sur 2 400 m de longueur et 45 m de large et l'aérogare a été dotée de nouveaux équipements. De par ses dessertes nationales et internationales, l'aéroport de Béjaïa se distingue, d’une part assez élevé par rapport au réseau national et ce grâce au transit de la communauté algérienne vivant à l’étranger et d’autre part, par le transport des pétroliers, car Béjaïa possède l'un des plus grands ports pétroliers d'Algérie.

## Infrastructures liées

### Pistes

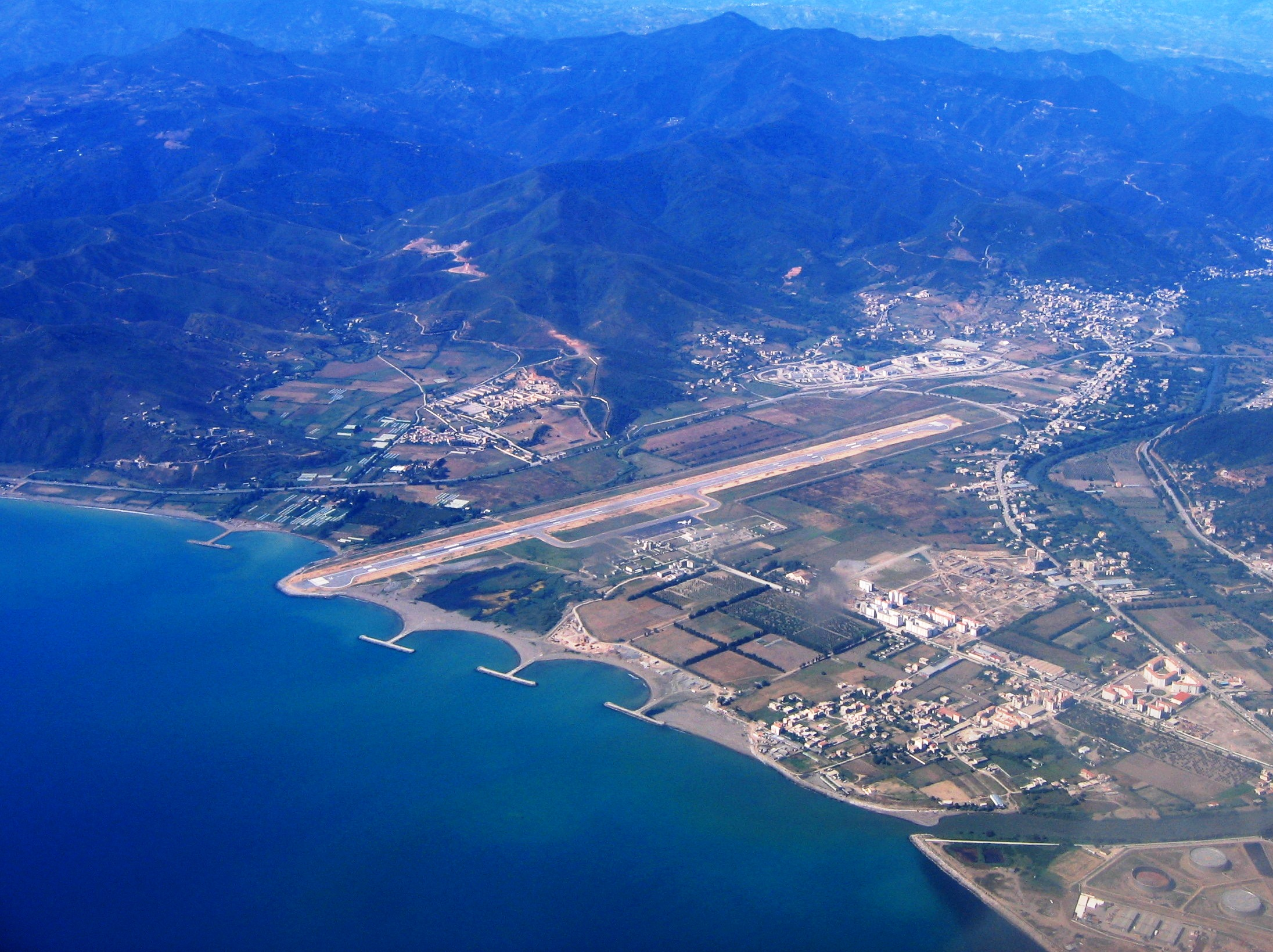
Vue aérienne de l'aéroport de Béjaïa.

L’aéroport dispose d'une piste en béton bitumineux d'une longueur de 2 400 m.

### Aérogare
L'aérogare a une capacité de 500 000 passagers/an, on retrouve à l’intérieur des magasins, des restaurants, cafés...

### Accès
L'aéroport est situé à environ 5 km au sud de Béjaïa, à côté de la route N 26, à la sortie de l'aéroport. Un service de taxi assure en permanence la liaison jusqu'au centre-ville de Béjaia. Des bus relient l'aéroport et la ville de Béjaïa.

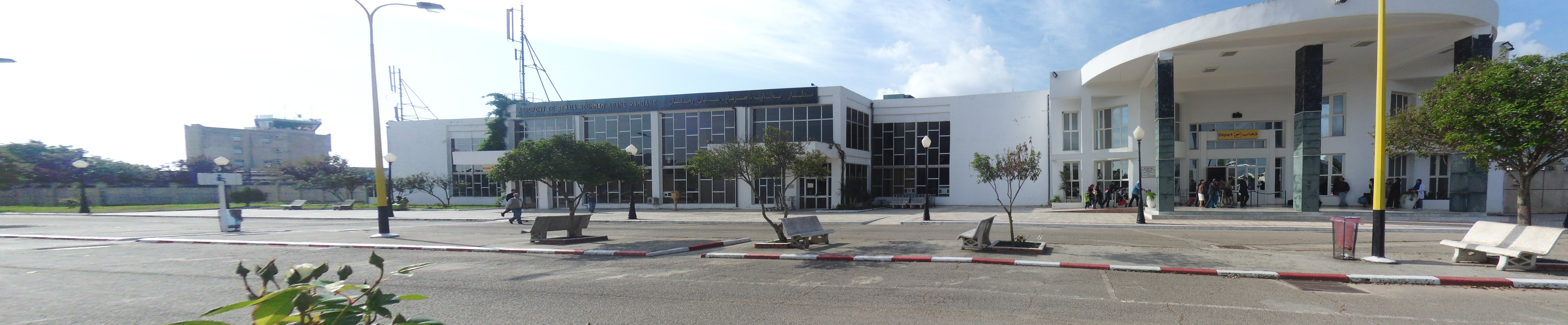
Vue panoramique de l'aérogare de Béjaïa.

## Compagnies aériennes et destinations
| Compagnies          | Destinations                                                                                         |
| ------------------- | --- |
| Air Algérie         | Alger-Houari-Boumédiène, Lyon-Saint-Exupéry, Marseille-Provence, Paris-Charles de Gaulle, Paris-Orly |
| ASL Airlines France | Paris-Charles de Gaulle, En saison charter : Saint-Étienne-Loire                                     |
| Tassili Airlines    | Hassi Messaoud-Oued Irara                                                                            |
| Transavia France    | Lyon-Saint-Exupéry, Paris-Orly                                                                       |
| TUI fly Belgium     | Lille Lesquin, Bruxelles-National                                                                    |
| Volotea             | Marseille-Provence                                                                                   |

Actualisé le 29/03/2025

## Statistiques
Sa capacité d'accueil est de 500 000 passagers par an. En 2008, il a accueilli 205 312 passagers.
Pour des raisons techniques, il est temporairement impossible d'afficher le graphique qui aurait dû être présenté ici.

Voir la requête brute et les sources sur Wikidata.
| Année         | 2015    | 2016    | 2017    |
| ------------- | ------- | ------- | ------- |
| National      | 88 216  | 82 676  | 78 434  |
| International | 212 960 | 235 510 | 230 636 |
| Total         | 301 176 | 318 186 | 309 070 |

| Année         | 2015 | 2016 | 2017 |
| ------------- | ---- | ---- | ---- |
| National      | 1552 | 1467 | 1411 |
| International | 1924 | 2135 | 2005 |
| Total         | 3476 | 3602 | 3416 |

| Année         | 2015     | 2016     | 2017     |
| ------------- | -------- | -------- | -------- |
| National      | 13 506 t | 13 570 t | 20 353 t |
| International | 39 627 t | 46 430 t | 53 950 t |
| Total         | 53 133 t | 39 627 t | 74 303 t |